# Wikiversity
Wikiversity är en wiki som ägs av Wikimedia Foundation med syftet att låta användare skapa, dela och ta del av öppna läromedel och forskningspublikationer. Denna typ av material är i allmänhet inte tillåtet på Wikipedia, eftersom det inte har encyklopedisk karaktär och kan innehålla originalforskning som inte kan bekräftas med källreferenser. 
Projektet startades 15 augusti 2006. Det är flerspråkigt och finns för närvarande på 10 språk, inklusive svenska. Den svenskspråkiga versionen är emellertid låst för redigeringar sedan 17 juni 2021, på grund av få bidragsgivare och inga administratörer. På en särskild betawebbplats finns information på ytterligare 43 språk.
Resurser samlas i lärprojekt (learning projects), som är flersidiga enheter med anknytning till ett särskilt ämne. Ett lärprojekt kan syfta till att fungera som kursmodul eller lärmodul, och kan innefatta kursmaterial, självtest i form av flervalsfrågor, videofilmer, slideshows/lecturenotes, mm. Emellertid saknar Wikiversity många funktioner som finns i dedikerade lärplattformar, exempelvis databaser för automatisk eller manuell betygssättning, diskussionsforum, inlämningslådor, med mera.
Wikiversity syftar även till att erbjuda plats för originalforskning och kollaborativ författande av forskning. Emellertid har ännu inga publicerade forskningsartiklar författats på Wikiversity. Detta syfte överlappar till viss del med syftet för wikibooks. 